# Petronella

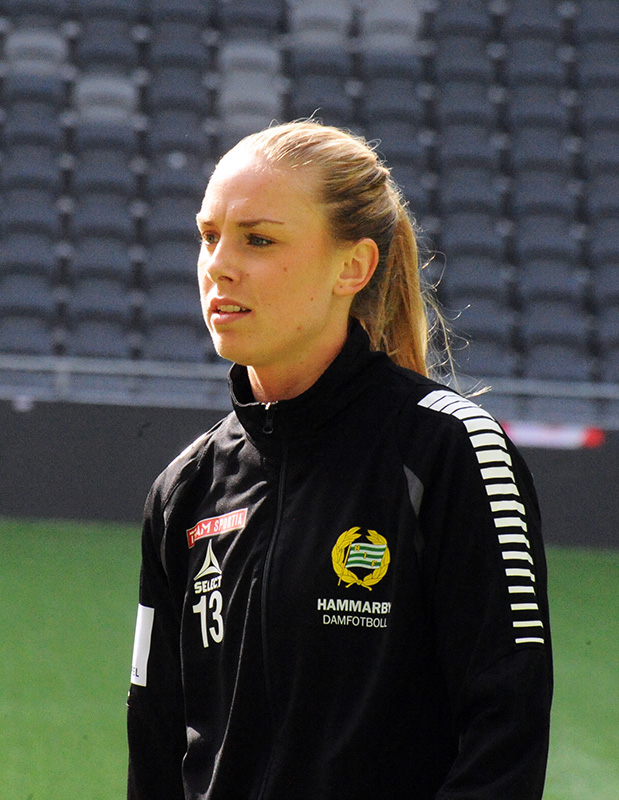
Petronella Ekroth, 2015.

Kvinnonamnet Petronella kommer, liksom Pernilla, från det romerska släktnamnet Petronius. Ett helgon i katolska kyrkan, Petronella, antogs tidigare ha varit aposteln Petrus dotter.
I Sverige finns namnet dokumenterat i Skåne redan på 1100-talet med stavningen Petronilla.
Petronella fanns i den svenska almanackan på nuvarande plats fram till 1901, då det togs bort för att det ansågs gammalmodigt. Namnet blev populärt igen från 1950-talet och några decennier framåt, och 1986 återinfördes det igen men till en början inte på det ursprungliga datumet. 
Den 31 december 2009 fanns totalt 1 996 personer folkbokförda i Sverige med namnet, varav 705 med det som tilltalsnamn/förstanamn. År 2003 fick 55 flickor namnet, varav 11 fick det som tilltalsnamn/förstanamn.
Namnsdag: 31 maj, (1986-1992: 7 mars, 1993-2000: 9 juni).

## Personer med namnet Petronella
- Petronella Ekroth, fotbollsspelare
- Petronella Simonsbacka, författare
- Petronella Gustava Stenhoff, konstnär
- Petronella Johanna de Timmerman, poet
- Petronella Wester, skådespelerska
- Maria Petronella Woesthoven, poet
- Petronella av Aragonien, monark